# Esequiel Barco
Pour les articles homonymes, voir Barco.
Esequiel Barco est un footballeur argentin né le 29 mars 1999 à Villa Gobernador Gálvez. Il joue au poste de milieu offensif au Spartak Moscou. Joueur doté d'une technique au-dessus de la moyenne, il est fréquemment surnommé "Le Lutin".

## Biographie

### Carrière en club

#### CA Independiente (2016-2018)
Esequiel Barco fait ses débuts professionnels avec le CA Independiente le 9 août 2016 dans un match de Coupe d'Argentine face à Defensa y Justicia lorsqu'il entre en jeu à la 60e minute. Ses premiers pas en championnat ont lieu le 29 août sur la pelouse du CA Belgrano alors qu'il entre en jeu à la 57e minute. Il joue trente rencontres lors de sa première saison professionnelle.
Il inscrit son premier but en championnat le 11 septembre 2016 face au Godoy Cruz puis marque le deuxième but de son équipe dans le temps additionnel de la seconde période. Il inscrit au total quatre buts lors de la saison 2016-2017.
Avec le CA Independiente, il participe à la Copa Sudamericana.

#### Atlanta United (depuis 2018)
Le 19 janvier 2018, après plusieurs semaines de spéculations, Barco signe en faveur de l'Atlanta United FC en Major League Soccer pour une transaction estimée à quinze millions de dollars,.

#### River Plate
Le 30 janvier 2022, Barco rejoint River Plate pour deux saisons avec option d'achat en fin d'année 2022 ou 2023,,.
Le 10 février 2023, River Plate officialise le transfert définitif de Barco à partir du 1er janvier 2024.

### En équipe nationale
Avec les moins de 20 ans, il participe au championnat de la CONMEBOL des moins de 20 ans en 2017. Lors de cette compétition, il joue huit matchs. L'Argentine se classe quatrième du tournoi.

## Statistiques
| Saison                | Club                  | Championnat           | Championnat | Championnat | Coupe(s) nationale(s) | Coupe(s) nationale(s) | Compétition(s) continentale(s) | Compétition(s) continentale(s) | Compétition(s) continentale(s) | Séries | Séries | Autres compétitions | Autres compétitions | Total | Total |
| Saison                | Club                  | Division              | M.          | B.          | M.                    | B.                    | Comp.                          | M.                             | B.                             | M.     | B.     | M.                  | B.                  | M.    | B.    |
| 2016-2017             | CA Independiente      | Primera División      | 30          | 4           | 2                     | 0                     | CS+CS                          | 4+2                            | 0+0                            | -      | -      | -                   | -                   | 38    | 4     |
| 2017-2018             | CA Independiente      | Primera División      | 8           | 1           | 1                     | 0                     | CS                             | 10                             | 2                              | -      | -      | -                   | -                   | 19    | 3     |
| Sous-total            | Sous-total            | Sous-total            | 38          | 5           | 3                     | 0                     | -                              | 16                             | 3                              | -      | -      | -                   | -                   | 57    | 8     |
| 2018                  | Atlanta United        | MLS                   | 26          | 4           | 2                     | 1                     | -                              | -                              | -                              | 5      | 0      | -                   | -                   | 33    | 5     |
| 2019                  | Atlanta United        | MLS                   | 15          | 4           | 3                     | 0                     | LCC                            | 4                              | 0                              | 3      | 0      | 1                   | 0                   | 26    | 4     |
| 2020                  | Atlanta United        | MLS                   | 15          | 2           | 0                     | 0                     | LCC                            | 4                              | 0                              | -      | -      | -                   | -                   | 19    | 2     |
| 2021                  | Atlanta United        | MLS                   | 25          | 7           | 0                     | 0                     | LCC                            | 3                              | 1                              | 1      | 0      | -                   | -                   | 29    | 8     |
| Sous-total            | Sous-total            | Sous-total            | 81          | 17          | 5                     | 1                     | -                              | 11                             | 1                              | 9      | 0      | 1                   | 0                   | 107   | 19    |
| 2022                  | River Plate (prêt)    | Primera División      | 0           | 0           | 0                     | 0                     | CL                             | 0                              | 0                              | -      | -      | -                   | -                   | 0     | 0     |
| Total sur la carrière | Total sur la carrière | Total sur la carrière | 124         | 22          | 5                     | 1                     | -                              | 23                             | 3                              | 9      | 0      | 1                   | 0                   | 162   | 26    |

## Palmarès
| CA Independiente (1) :                     | Atlanta United FC (3) :                                                                                                 | River Plate (2) :                                                                                 |
| ------------------------------------------ | --- | ------------------------------------------------------------------------------------------------- |
| - Copa Sudamericana (1) - Vainqueur : 2017 | - Conférence Est (1) - Champion : 2018 - Coupe MLS (1) - Vainqueur : 2018 - Coupe des États-Unis (1) - Vainqueur : 2019 | - Championnat d'Argentine (1) - Champion : 2023 - Supercoupe d'Argentine (1) : - Vainqueur : 2023 |